# Werkstatt der Mainzer Riesenbibel

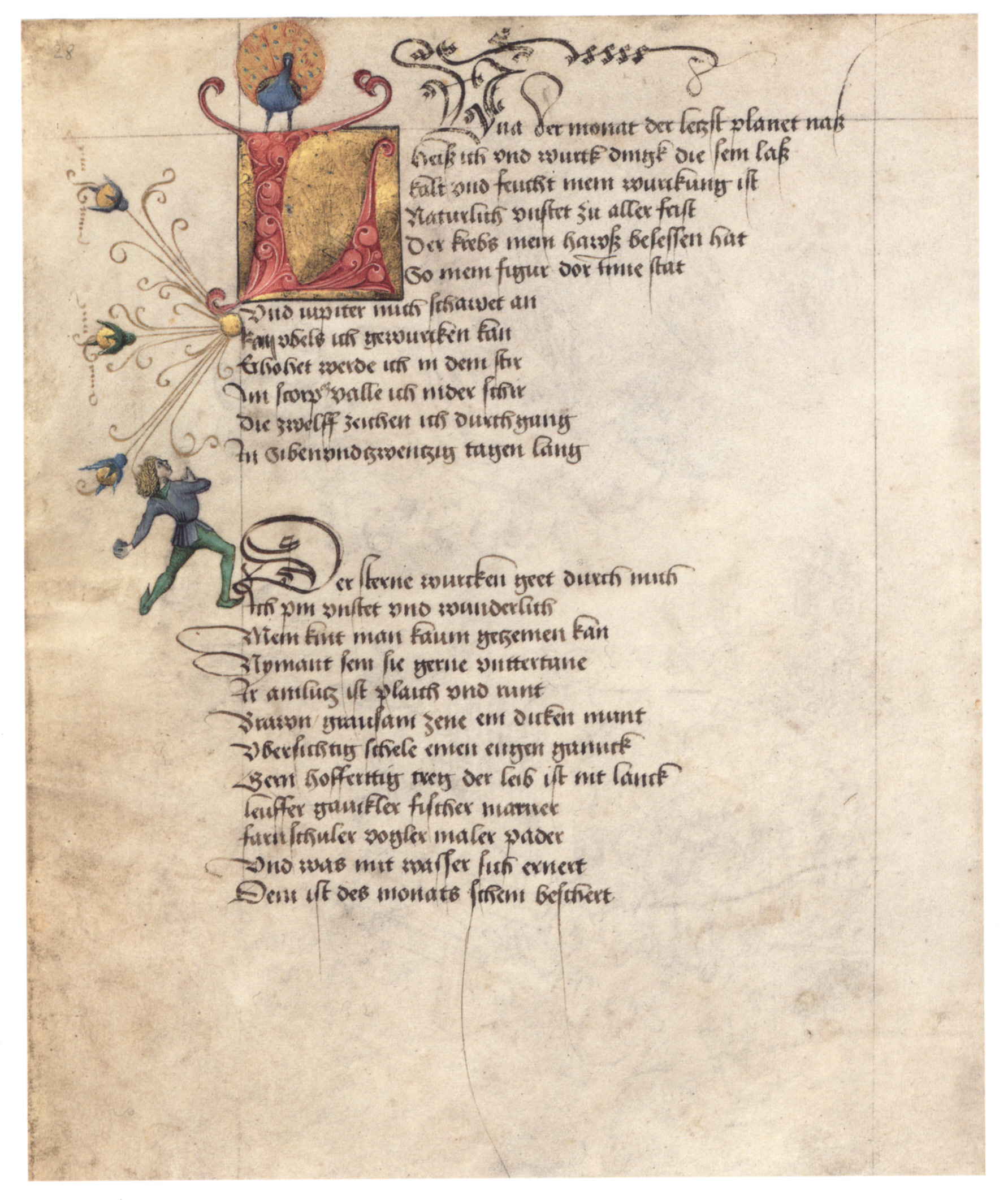
Rankenornamente im Hausbuch Wolfegg (fol. 16v Text zu Luna)

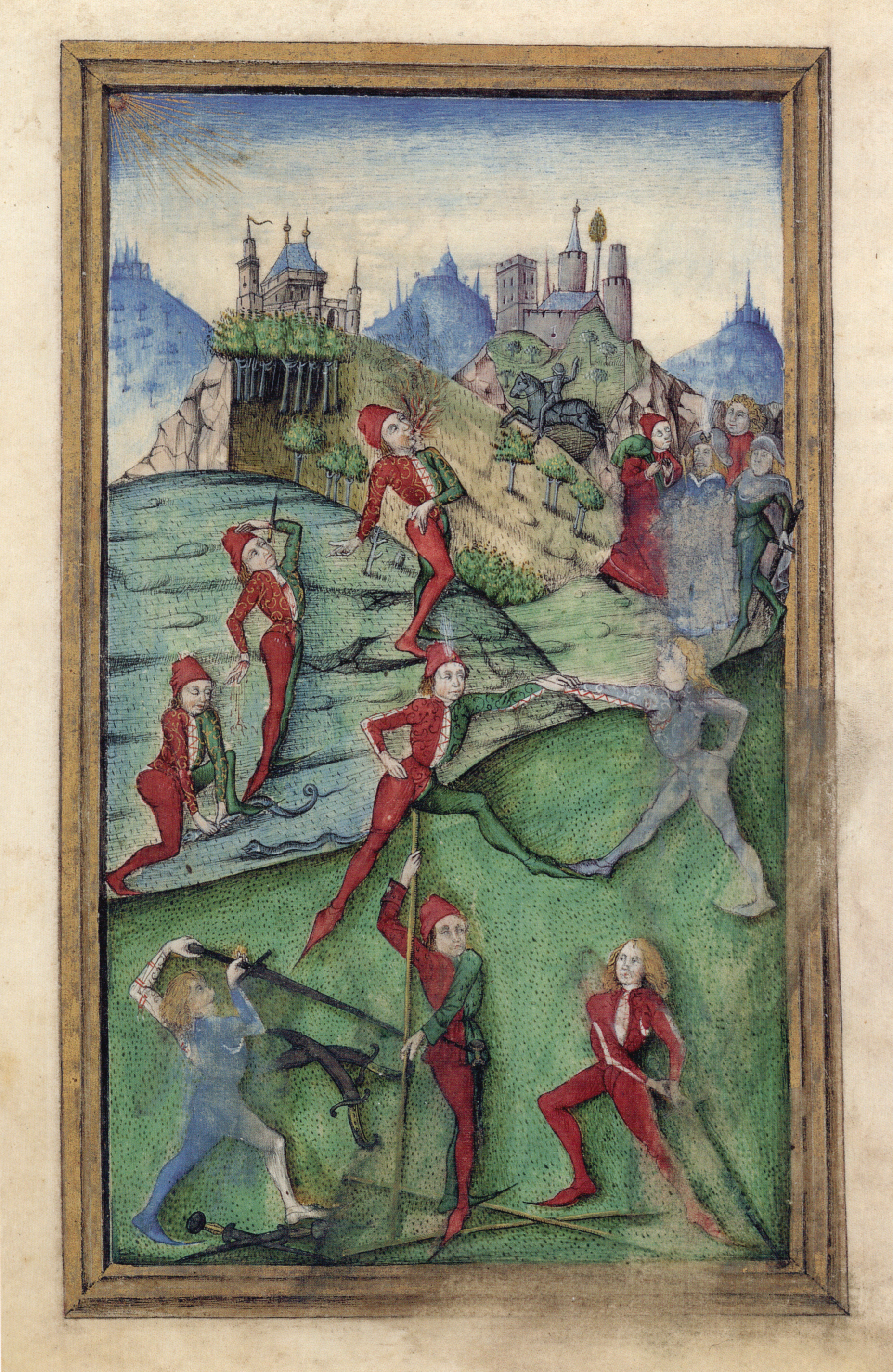
Gauklerszene im Hausbuch Wolfegg (um 1483) (fol. 03r)

Die sogenannte Werkstatt der Mainzer Riesenbibel ist ein Notname für eine Werkstatt vor allem der Buchmalerei, die zwischen etwa 1465 und 1500 am Mittelrhein in Mainz oder Heidelberg gearbeitet hat und zahlreiche Handschriften und Frühdrucke (Inkunabeln) mit ornamentaler und figürlicher Buchmalerei schmückte, darunter auch die namensgebende Mainzer Riesenbibel. Der Betrieb stand in enger Verbindung mit dem Druckhaus des Peter Schöffer in Mainz.

## Meister und Mitarbeiter
Die Werkstatt hat im Laufe der Zeit eine größere Anzahl von Mitarbeitern beschäftigt, wobei nicht immer klar ist, wann diese dem Werkstattverbund angehört haben und wer dessen Leiter gewesen sein könnte. Über den Status als Meister oder Gesellen ist nichts bekannt. Nach ersten Kontakten mit dem Druckhaus des Johannes Fust bis zu dessen Tod 1466 wird ab 1470 die Zusammenarbeit mit dem Druckhaus des Peter Schöffer in größerem Stil aufgenommen. Zuerst werden einzelne gedruckte Exemplare der Hieronymus-Briefe von 1470 unter der Leitung des Verlegers mit Buchmalerei versehen. Nun spielt auch figürliche Buchmalerei eine immer größere Rolle in der Werkstatt.
Folgende Buchmaler werden unterschieden:
- Der sog. Fust-Meister, der in den späten 1450er Jahren bis 1466 mit dem Drucker Johannes Fust in Mainz zusammenarbeitet (Durandus von 1459) und noch um 1470 für die Ornamente in der Riesenbibel des Volpert von Ders verantwortlich ist.[2]

## Werke  (Auswahl)
- Mainz, Gutenberg-Museum, Cicero, De Officiis (1465)
- Hieronymus-Briefe, Illuminierung einzelner Exemplare, gedruckt in Mainz bei Peter Schöffer 1470
- Decretum Gratiani, Illuminierung einzelner Exemplare, gedruckt in Mainz bei Peter Schöffer 1472, darunter das Exemplar für Berthold von Henneberg (Bayerische Staatsbibliothek München, 2 L. imp. membr. 1a) Digitalisat
- Aschaffenburg, Pontificale Erzbischofs Adolph von Nassau (Ms 12) (um 1466–1475) (Aschaffenburg, Staatsgalerie im Schloss Johannisburg, Schlossbibliothek Ms. 12)
- Würzburg, Bibel des Volpert von Ders (um 1466–1469) (Universitätsbibliothek Würzburg (M.p.th.f.m.11))
- Rom, Vaticana, Vergil (Pal.lat. 1632) (1473/74)
- Berlin, KKB, Simmern-Gebetbuch (Hs 78 B 4) (um 1481/82)
- Mitarbeit am sogenannten mittelalterlichen Hausbuch (um 1483)
- Mainz, UB, Adalbert-Brevier (ms 33) (1482–1484)